# Delfín Sánchez Juárez
Delfín Sánchez Juárez (* 6. Oktober 1918 in Mexiko-Stadt; † 22. Februar 1984) war ein mexikanischer Botschafter.

## Leben
Delfín Sánchez Juárez war ein Urenkel von Manuel Dublán und Juana Maza. Juana Maza war eine Schwester von Margarita Maza. Delfín Sánchez Juárez war mit Eugenia Arias Gómez († 3. Oktober 1997) verheiratet. Er studierte in Spanien, Portugal, Belgien und Rechtswissenschaft an der UNAM.
1971 zensierte Delfín Sánchez Juárez als Bürgermeister der Gemeinde Benito Juárez die Aufführung des Theaterstückes Los chicos de la banda
1976 war Delfín Sánchez Juárez Pressesprecher der mexikanischen Delegation bei den Vereinten Nationen.

## Veröffentlichungen
- La rebelión de mi raza: poema épico-lírico, 201 S., 1941
- Llama entre las cenizas: Skoplje, 1968
- Poemas y corridos: escenas campiranas, 1977
- Que no se acabe esa raza!, 200 S., 1985

| Vorgänger                         | Amt                                                                         | Nachfolger                         |
| --------------------------------- | --------------------------------------------------------------------------- | ---------------------------------- |
| Rafael Fernando Fuentes Boettiger | Mexikanischer Botschafter in Den Haag 22. Oktober 1964 bis 19. Oktober 1965 | Rafael Urdaneta de la Tour         |
| Luis Gómez Luna                   | Mexikanischer Botschafter in Belgrad 15. August 1961 bis 1. Februar 1965    | Natalio Vázquez Pallares           |
| Eduardo Espinosa y Prieto         | Mexikanischer Botschafter in Warschau 25. Januar 1966 bis 7. August 1968    | Francisco Espartaco García Estrada |
| Ramón Ruiz Vasconcelos            | Mexikanischer Botschafter in Guatemala 20. August 1968 bis 8. März 1971     | Federico Barrera Fuentes           |